# 赖因霍尔德·考德
赖因霍尔德·考德（德語：Reinhold Kauder，1950年1月30日—），德国男子皮划艇运动员。他曾代表西德参加1972年夏季奥林匹克运动会皮划艇比赛，获得男子单人划艇激流银牌。